# Dubstep
Dubstep is een subgenre van elektronische dansmuziek dat eind jaren negentig is ontstaan in Engeland. Dubstep is verwant aan Jamaicaanse muziekstijlen als dub en reggae alsmede dancestijlen als techno en drum and bass.

## Definitie
Kenmerkend voor dubstep zijn de drums en bassen. Die vertonen veel overeenkomsten met reggae en verwante stijlen als reggaeton: gebroken en onregelmatige drums en bassen op een vier- of achtkwartsmaat. Net als bij reggae ligt vaak de nadruk op de oneven tellen, waarbij op de 3e tel iets meer nadruk ligt dan op de 1e tel. Het gebruikelijke bpm van dubstep is 140. Het ritme kan echter twee keer zo traag lijken (70 bpm) vanwege de ontbrekende beats en de percussie. Daarnaast wordt de muziek vooral ingevuld met elementen vanuit de dancemuziek: computers en synthesizers. Dubstep kan ook rap bevatten, waardoor het gelijkenis met grime vertoont. Het heeft ook verbintenis met drum and bass, maar dubstep is meestal trager, er zitten minder drums en beats in en het accent ligt net iets anders (bij drum & bass ontbreekt juist de nadruk op de derde tel).

## Geschiedenis

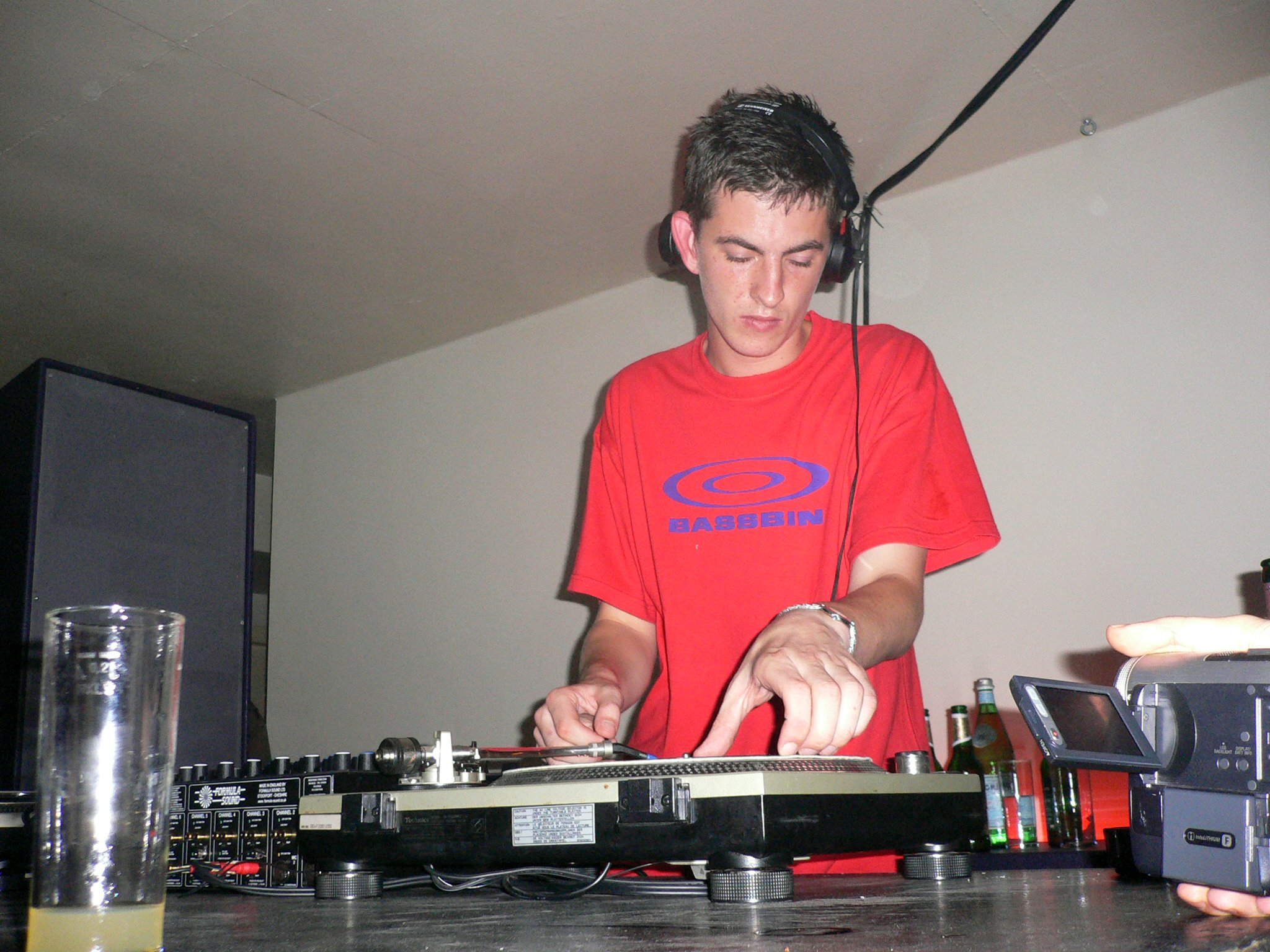
De Britse dubstepproducer Skream

In 2009 verscheen de Skream-remix van In for the Kill van La Roux, die ertoe heeft bijgedragen dat dubstep ook buiten Engeland steeds populairder werd. Zo begon het genre in de Benelux ook buiten de underground populariteit te winnen.
Het was echter reeds in 2006-2007 dat dubstep in de Belgische underground volk begon te trekken, voornamelijk bij evenementen in het Brusselse.  In Vlaanderen speelden al snel vooral Brugge en Antwerpen een voortrekkersrol in de dubstepwereld.
Dubstep is in de loop der jaren sterk veranderd en is meerdere richtingen opgegaan. De verschillen zijn vooral te merken in de nadruk op lage of middenfrequenties. Een van de bekende stromingen wordt ook wel brostep genoemd, waarin onder andere Skrillex en Flux Pavilion bekendheid genieten, waar de nadruk vooral op het middenregister wordt gelegd en in mindere mate op de bas. Tevens klinkt deze stroming ook agressiever door scherpe tonen uit een synthesizer te gebruiken. Brostep heeft hierdoor een andere intentie omdat traditionelere dubstep, van onder andere Digital Mystikz en Skream, rustigere en meer op bas leunende muziek is.

## Artiesten

### Bekende artiesten
- Zomby
- Benga
- Borgore
- Caspa
- Charly & Gallus
- Chase & Status
- Datsik
- Digital Mystikz
- Doctor P
- Emalkay
- Example
- Excision
- Flux Pavilion
- DJ Fresh
- Katy B
- Kevin Martin

- Kode9
- Knife Party
- Kromestar
- Loefah
- Megalodon
- Modestep
- Magnetic Man
- Nero
- Pegboard Nerds
- Rusko
- Scuba
- Skream
- Skrillex
- Vaccine
- Zeds Dead
- Atex
- Chenzo